# Anambodera santarosae
Anambodera santarosae är en skalbaggsart som först beskrevs av Knull 1960.  Anambodera santarosae ingår i släktet Anambodera och familjen praktbaggar. Inga underarter finns listade i Catalogue of Life.